# Ornithoboea henryi
Ornithoboea henryi är en tvåhjärtbladig växtart som beskrevs av William Grant Craib. Ornithoboea henryi ingår i släktet Ornithoboea och familjen Gesneriaceae. Inga underarter finns listade i Catalogue of Life.